# Neohendersonia congoensis
Neohendersonia congoensis är en svampart som först beskrevs av Torrend, och fick sitt nu gällande namn av B. Sutton 1975. Neohendersonia congoensis ingår i släktet Neohendersonia, divisionen sporsäcksvampar och riket svampar.   Inga underarter finns listade i Catalogue of Life.